# Олівер Занден
Карл Олівер Занден (швед. Carl Oliver Zandén, нар. 14 серпня 2001, Мутала, Швеція) — шведський футболіст, захисник клубу «Броммапойкарна».

## Клубна кар'єра
Футбольну кар'єру Олівер Занден починав у клубі «Мутала», що грає у Третьому дивізіоні. У 15 років Олівер перейшов до клубу «Ельфсборг», де починав грати у молодіжній команді. У складі якої виступав у Юнацькій лізі УЄФА. Починаючи з сезону 2021 року Зандена та ще ряд молодих гравців почали залучати до матчів першої команди. Дебют Зандена у першій команді відбувся влітку 2021 року у матчі кваліфікації Ліги конференцій проти молдовського «Мілсамі». У турнірі Аллсвенскан Занден зіграв свою першу гру 19 вересня на виїзді проти «Естерсунда».
19 липня 2022 року Занден підписав контракт з французькою «Тулузою».

## Збірна
З 2018 року Олівер Занден грав у складі юнацької збірної Швеції (U-19). У листопада 2021 року футболіст отримав виклик до молодіжної збірної Швеції але на полі так і не з'явився.